# Cheilodipterus artus
Cheilodipterus artus es una especie de pez del género Cheilodipterus, familia Apogonidae. Fue descrita científicamente por Smith en 1961.
Se distribuye por el Indo-Pacífico: África Oriental hasta las islas Tuamoto, al norte a las islas Ryūkyū, al sur a la Gran Barrera de Coral. La longitud estándar (SL) es de 18,7 centímetros. Habita en bahías protegidas y arrecifes y su dieta se compone de pequeños peces. Puede alcanzar los 158 metros de profundidad.
Está clasificada como una especie marina inofensiva para el ser humano.